# Tampin
Tampin – miasto we Malezji w stanie Negeri Sembilan. W 2000 roku liczyło 22 329 mieszkańców.